# Scatopsciara actuosa
Scatopsciara actuosa är en tvåvingeart som först beskrevs av Oskar Augustus Johannsen 1912.  Scatopsciara actuosa ingår i släktet Scatopsciara och familjen sorgmyggor.
Artens utbredningsområde är Connecticut. Inga underarter finns listade i Catalogue of Life.